# Хайбридж
Хайбридж — город в округе Седжмур, графство Сомерсет, недалеко от устья реки Брю. Хайбридж расположен примерно в 32 км к северо-востоку от Тонтона, административного центра графства Сомерсет и примерно в 11 км к северу от Бриджуотера, административного центра округа Седжмур. С 1 апреля 1974 года вместе с Бернем-он-Си составляет общий муниципалитет с населением 7555 человек (2011 год).
Исторически Хайбридж был деревней с часовней в большом древнем приходе Бернем. Во второй половине XIX века после прокладки железной дороги Хайбридж превратился в торговый центр.
Как и в остальной части юго-западной Англии, в Хайбридже умеренный климат, который обычно более влажный и мягкий, чем в остальной части страны.
В городе расположена железнодорожная станция Хайбридж и Бернем.
С 1851 до 2007 гг. на территории Хайбридже находился крупный рынок домашнего скота. В 2007 год рынок был перенесен на специальный участок в Хантворте, недалеко от Бриджуотера. С 2010 до 2018 гг. в Хайбридже работал технический центр корпорации IBM.